# Cité de l'Histoire
La Ciudad de la Historia (en francés, Cité de l'Histoire) es un museo francés situado en La Défense cerca de París.

## Historia
Fue inaugurado el 17 de enero de 2023 por el presidente de París La Défense, Georges Siffredi.
El museo está situado bajo el Arco de La Défense.

## Colección
El museo ofrece un viaje a través del tiempo y la historia mediante tecnologías innovadoras. La Cité de l’Histoire, con una superficie de 6.000 m², comprende tres espacios. El primero es un recorrido inmersivo llamado «La Clave de los Siglos». Tecnologías de vanguardia permiten una experiencia sensorial y visual única en sus 17 salas, que recorren 12 siglos de historia.
La Elipse 360° es un espectáculo de video sobre una personalidad (en julio de 2025, Julio César), proyectado en una arena. Finalmente, la línea de tiempo digital e interactiva reúne 400 fechas y permite a los visitantes aprender más sobre los momentos clave de la historia.